# 김자점
김자점(金自點, 1588년~1652년 1월 27일(1651년 음력 12월 17일))은 조선 후기의 문신, 정치인, 군인이다. 자(字)는 성지(成之), 호는 낙서(洛西), 본관은 안동이며, 출생지는 알려지지 않았다. 낙안 군수를 역임한 임경업과 연관되어 전라도 낙안군에서 출생했다는 설화가 전해진다.

## 이력
그는 인조 반정에 참여하였고 귀인 조씨의 인척이었으며 친청파 정치인이었다. 음서제로 관직에 올라 대광보국숭록대부 의정부영의정에 이르렀으며 낙흥부원군에 봉군되었다.
인조 반정의 모의에 가담하였으며 1623년 3월 반정을 꾀해 군대를 모아 홍제원에서 이괄 등의 군사와 합류하였고 반정에 성공한 공로로 동부승지(同副承旨)로 특별 승진하고, 도원수가 되었으며, 정사공신(靖社功臣) 1등관에 녹훈되고 낙흥군(洛興君)에 봉해졌다. 이괄의 난 때에는 옥에 갇힌 기자헌 등 북인 인사 40명의 전격 처형을 건의하기도 했다. 그뒤 도원수로 병자호란 당시 대처미숙으로 파면되었다가 복직하여, 병조판서를 거쳐 우의정이 되고 심기원 일파를 제거한 뒤 좌의정을 거쳐 영의정에 올랐다
이후 친명파이자 북벌론자인 임경업 등을 제거한 뒤, 효종이 즉위하고 송시열 등의 등용으로 북벌론이 대두되자 효종의 북벌을 청나라에 밀고하였다. 이후 유배되었다가 아들 김식의 역모사건이 발생하자 사형당했다. 좌의정 쌍곡 김질의 5대손이며 백범 김구의 방조였다. 당색으로는 서인으로, 그의 봉군호인 낙흥군의 이름을 따서 인조 반정 이후의 서인 외척당을 낙당이라 불렀다. 그러나 그가 처형되면서 낙당은 몰락하게 된다. 우계 성혼의 문인이다.

## 개요

### 생애 초반
어려서부터 기억력이 비상하고 암기에 능하였다. 일찍이 어릴 때 묵암(默庵) 성혼(成渾)의 문하에 들어가 수학하였다. 성혼은 김종직과 조광조의 학통으로, 김종직-김굉필-조광조-성수침의 학맥을 계승한 정통 사림파 성리학자였다. 성혼은 또한 조광조의 문하에서 수학한 또다른 학자인 백인걸의 문하에서도 수학하였다. 임진왜란으로 오래 그에게서 배우지는 못하였으나 그는 성혼의 문하에서 수학하며 글재주로 이름높았으며, 정철, 조헌 등이 동문수학한 선배들이었다.
학문상으로는 우계 성혼의 문하인 성리학자였으나, 산림에서 연구한 송익필-김장생 계열과는 다소 척을 지게 된다. 본부인은 황주변씨로 임진왜란 때의 의병장이자 의병 모집 소모사로 활동했던 변이중의 딸이다. 후처의 성씨와 본관은 미상인데 그는 후일 김자점에 난에 연좌되어 노비가 되었다. 그밖에 몇 명의 첩이 더 있었는데 역시 훗날 연좌되어 노비가 되었다.
1614년(광해군 6년) 8월 27일 위성원종공신 3등(衛聖原從功臣三等)에 책록되었다. 이때 그의 형 김자겸 역시 위성원종공신 3등(衛聖原從功臣三等)에 책록되었다.
그는 문과를 거치지 않고, 문벌과 학덕에 의해 등용되어 음보(蔭補)로 출사하여 병조좌랑이 되었으나, 광해군 때 인목대비의 폐비논의를 반대하여 대북파 세력에 맞서다가 1618년 대북파에 의해 조정에서 쫓겨났다.
처음에 최명길, 심기원과 함께 반정을 계획하고 자신과는 사돈 관계에 있는 이귀 등을 포섭, 이귀를 중심으로 반정을 모의하던 중 1622년(광해군 14년) 다시 김류, 신경진 등을 포섭, 규합하였다. 그밖에도 같은 서인의 당원인 윤방 등을 참여시켰고, 인목대비의 폐비와 유폐를 못마땅히 여겼던 이서, 심기원, 이기축 등도 설득, 포섭에 성공한다. 1622년 이귀·김유·최명길, 이괄 등과 함께 광해군 축출을 모의하고 선조의 서손 능양군의 추대를 모의하였다. 1623년(광해군 15년) 공조정랑이 되었다.
한편 광해군 말엽, 그가 이귀와 함께 서궁(인목대비의 비칭)을 두둔하고 역모를 꾸민다는 설이 돌면서 곤경에 처하기도 했다.

### 반정과 전란

#### 인조 반정과 공신 녹훈
1623년(광해군 15년) 3월 반정을 꾀해 군대를 모아 한성부 홍제원(弘濟院)에서 이괄 등의 군사와 합류하였고, 홍제원 밖 세검정에서 이귀, 김류, 이괄(李适) 등이 이끄는 군사들과 함께 합류하여 홍제원을 치고 바로 궁궐로 진격, 광해군과 대북파를 축출하고 인조를 추대하고 반정을 성공시킨다. 인조 즉위 후 박홍구(朴弘耉), 조정(趙挺) 등 광해군 때의 원로 정승들을 체포하여 이들이 인사권을 행사하려는 것을 차단하고, 이귀, 김류 등의 권력 장악을 도와 그가 주로 인사를 장악하게 하였다. 3월말 바로 왕명으로 6품직에 제수되었다.
이때 남인 출신 이원익을 의정부영의정으로 추천하고 일부 직책을 남인에게도 주게 하여 형식상의 연립 내각을 구성하였으나, 이조와 병조에는 서인을 배치케 함으로써 사실상의 서인의 정권장악을 이루어냈다. 인조 반정 직후 그는 호위대장이 된 신경진 휘하의 종사관(從事官)으로 임명되었다가 호조좌랑(戶曹 佐郞)을 거쳐 반정에 성공한 공로로 그해 9월 승정원동부승지(同副承旨)로 특별 승진하고, 1등 정사공신이 되어 도원수가 되었다.
1등공신으로 책록되었는데 일설에는 공훈보다 당시 조정의 실세였던 김상궁에게 상당한 뇌물을 주었기 때문이었다 한다.

#### 이괄의 난
1624년(인조 2) 승지로 승진한다. 1624년 논공행상에 불만을 품은 부원수 이괄이 반란을 일으켰다. 이때 왕이 공주로 환도하게 되자 김자점은 만일의 사태에 대비하여 가두었던 기자헌(奇自獻) 등 40여인의 인사들을 죽이는 일을 주장하였다. 그 결과 기자헌 등 감옥에 갇힌 40명의 북인 인사들이 즉시 처형당하고, 30여 명 이상의 대북파, 소북파의 중진들이 곤장을 맞고 장살당했다. 인조를 따라 공주까지 호종했다가 이괄의 난이 진압된 뒤 다시 도성에 돌아왔다. 1624년 승지, 1625년(인조 3년) 경연특진관이 되었다.
1625년 세자빈으로 윤의립의 딸이 간택되자 서인들은 국혼물실이라는 당론에 따라 윤의립의 딸의 간택을 반대했다. 이때 김자점은 특진관 자격으로 윤의립의 딸이 이괄의 난에 가담한 윤인발(尹仁發)의 사촌 누이라는 이유, 역적의 친적이라 불가하다며 반대하였다. 그러나 비빈 간택에 공신들이 끼어드는 것을 불쾌히 여긴 인조로부터 불경한 말을 했다는 이유로 노여움을 사고 그해 8월 삭탈관직, 문외출송의 명이 내려졌으나, 명을 거두어달라는 사간원의 건의와 우의정 신흠 등의 변호로 무마되었다.

#### 정묘호란
1627년 1월 정묘호란이 일어나자 강화도로 인조를 호송하였고, 순검사(巡檢事) 겸 임진수어사(臨津守禦使)에 임명되었다. 1628년 숭정대부(종1품)로 승진했다.
1630년 한성부 판윤, 이후 상의원 제조(尙衣院提調)와 겸 구관청 당상(句管廳堂上)이 되었다가 1633년 조선군 도원수(都元帥)가 되었다. 도원수 재직 중 한성부와 경기도 주변 지역에 성곽과 진, 보를 보수하였다.
그러나 과도한 격무에 시달린 김자점은 1633년 7월 상의원제조직과 구관청당상의 겸임에서 해임해줄 것을 상소하였으나 받아들여지지 않았다. 1636년(인조 14년) 청나라의 병력 움직임이 예상된다는 보고에 따라 움직임에 대비할 목적으로 평안도에 파견되어 수비체계를 바꾸는 등의 작업을 하였다.

#### 병자호란과 유배
1636년 다시 도원수가 되었으나, 병자호란이 일어나자, 적절히 대처하지 못하고 토산(兎山) 전투에서는 크게 패하였다. 이때 그는 의주 부윤 임경업이 마음대로 장사꾼을 보낸 죄로 탄핵을 받자, 그는 왕에게 상소를 올려 임경업을 두둔, 용서하여 도로 임소에 부임시켜 군민을 돌보고 도망한 자들을 불러 모으게 하기를 청하여 왕이 들어주었다. 그러나 도망병과 부상자 등이 속출하여 사태 수습에 힘썼다.
그러나 그는 토산 전투에서 참패한 죄로 벼슬을 빼앗기고 문외출송 당했다. 병자호란이 끝난 뒤 군율로 처형해야 한다는 비난을 받고 1637년 전쟁이 끝난 직후 패전에 대한 도원수로서의 책임을 지고 다시 절도정배(絶島定配)형을 받고 충남 서산군의 어느 섬으로 유배되었다. 이후 인조 반정 공신 세력의 권력 추구와 부패, 병자호란에서의 패전 등에 대하여 산림 예학자와 북벌론자들에 의하여 계속하여 계속 비난을 받았으나, 그들 반청론자(反淸論者)들의 지나친 북벌론에 피로와 염증을 느낀 인조의 특명으로 1639년에 특별 사면되어 고향으로 되돌아갔다.

#### 자점보 건립
장호원은 남쪽으로 해발 402m의 우뚝 솟은 백족산이 있고 이 백족산 남단을 휘돌아 경기도와 충청도의 경계를 이루는 청미천이 길게 흐르고 있다. 그는 치수사업의 일환으로 보를 건립한다.
그는 아버지 김탁이 안장된 백족산 남단에 청미천 상류를 막아 보를 만들었는데 이를 자점보라 한다. 자점보는 20세기까지도 전해지고 있다. 백족산에는 금반형이라는 묘자리가 있는데 풍수지리적으로 금반형은 묘자리중에 으뜸으로 김자점이 젊었을 때 눈독을 들이다가 임금의 총애로 득세하자 부친의 묘를 그곳에 썼다. 그런데 금반형의 부족한 것이 있었으니 그것은 묘에서 내려 보이는 곳에 큰물이 있어야 되는데 청미천만으로 부족하여 많은 사람들을 동원하여 커다란 인공호수를 만들고 거기에 사시사철 푸른 물이 고여 있게 하여 부친의 묘를 명실상부한 금반형의 명당으로 만들었다.
그 덕에 가뭄이 들때에도 근처 양민들이 보의 물을 몰래뽑아 써서 근처 일대가 흉년을 모르는 고장이 되었고 미질이 좋아 임금님께 진상하는 쌀이 되었고 그 덕분에 김자점은 권세를 누릴수 있었다 한다. 현재 남아 있는 보의 길이는 약5백미터 폭은 넓은 곳은 6미터 좁은 곳은 약 2미터 가량인데 자점보는 지금도 장호원일대의 중요한 농용수로 긴요하게 활용되었다. 이때 그가 세운 자점보는 20세기까지도 이천, 여주일대의 중요한 농업용수의 수원지로 활용된다.

### 정치 활동

#### 공서파 가담과 정쟁
당시 집권당인 서인(西人)은 다시 공신들을 중심으로 공서(攻西)가 되고, 김상헌(金尙憲), 김상용 등 비주류와 김집, 안방준 등의 산림학자들을 중심으로 청서(淸西)로 갈라지자 그는 공서에 가담하여 김상헌, 김집 등 유림(儒林)을 배경으로 한 청서를 탄압했다.
1640년(인조 18년) 서용되어 강화부유수가 되고, 그의 복직에 사헌부가 반대하였으나 왕이 듣지 않았다. 이어 그의 손자 김세룡이 인조의 서녀이자 귀인 조씨 소생인 효명옹주와 결혼, 효명옹주를 손부로 맞게 되자 다시 세력을 잡고 권력을 확장해 나간다. 이후 김류와도 결탁하였으며, 1642년 숭록대부(崇祿大夫)로 승진하여 병조판서(兵曹判書)가 되었다. 1643년 1월 사직을 청하고 물러가 쉬었다가 3개월만에 판의금부사로 복귀, 동년 대광보국숭록대부로 승진, 의정부우의정, 어영청도제조 등을 지내고 청나라에 파견되는 진하사 겸 사은사로 연경에 다녀왔다.
그뒤 같은 공신출신 공서인 원두표(元斗杓)와 세력 다툼을 벌임으로써 공서(功西)가 양분되자 그는 낙당(洛黨)의 영수로서 반대파인 원당을 가혹하게 탄압했다. 이후 원두표는 산림과 연합하여 그와 대립하게 된다. 1644년초 행병조판서(行兵曹判書)에 임명되고 낙흥군(洛興君)에 봉군되었다.
그해에 심기원의 모반 사건을 계기로 경쟁세력인 심기원 등을 역모혐의로 도태시키고, 승진하여 1644년 의정부좌의정이 되고 낙흥부원군(洛興府院君)에 봉해졌다. 그해 사은 겸 주청사로 다시 청나라에 다녀왔다. 동시에 그는 청나라에 파견되는 사신이나 역관 정명수(鄭命壽) 등의 무리들과 자주 만나다가 결탁하여 정치 세력을 형성하였으며, 이들을 통해 청나라의 후원을 얻음으로써 권력의 기반을 삼았다.
이후 같은 공서파인 김류, 이시백, 최명길과도 대립한다.

#### 소현세자 일파 제거
사돈인 숙원 조씨는 소현세자, 세자빈 민회빈 강씨 등과 갈등하였는데, 그는 1645년 숙원 조씨와 결탁하여 인조의 의구심을 받고 있던 소현세자(昭顯世子)의 제거에 가담하였다.
1645년 8월 24일 영의정으로 사은사가 되어 청나라에 다녀왔으며, 귀국 후 인조가 소현세자빈 강씨를 죽이려고 하는 내심을 눈치채고, 1645년 인조의 수라상에 고의로 독약을 투입한 뒤 그 혐의를 강빈에게 떠넘겨 인조를 시해하려 했다는 혐의를 씌워 모함하여 사사시키고 왕손 석철을 비롯 3형제를 제주도로 귀양보냈다. 소현세자의 아들들을 축출하고 강빈의 형제들을 제거하게 하였다. 이 때 반대했던 전직 영의정인 김류도 정계에서 물러나게 한다. 영의정이던 김류는 민회빈 강씨의 사사를 반대했지만, 결국 인조의 노여움을 사 영의정에서 물러났는데, 영의정 자리를 노리던 김자점은 이를 틈타 인조의 총애를 받아 후임 영의정으로 발탁되었던 것이다. 김자점은 과거에는 김류와 결탁했으나, 이후 세력이 커지며, 김류를 배신하고 김류와도 대립에 이르게 된다.
더불어 청나라 사신과 역관 정명수 등과 결탁하여 청나라를 등에 업음으로써 권력의 기반으로 삼게된다. 소현세자 일가의 비운의 죽음은 사림의 동정 대상이었고, 이런 일련의 비극에는 김자점의 입김이 컸다는 세론이 높았다.

#### 효종 즉위 후 정치적 위기
1646년(인조 24년) 2월 내의원 도제조(內醫院都提調)에 임명되었다. 1646년 청나라에 포로로 끌려가 있던 임경업이 돌아올 기미가 보이자, 청나라 관리를 시켜 고문으로 죽게 했다. 그러나 김자점은 병자호란 당시 청군에 쫓기던 임경업을 명나라로 도피하는 것을 도왔는데, 임경업이 친국 도중에 이를 발설할까봐 자신의 안전을 위해 사전에 임경업을 죽게 한다. 이후 그는 송시열, 송준길, 김집, 윤휴 등 북벌론자들의 주 공격 타겟이 된다. 1646년 좌의정이 되었다가 다시 영의정이 되었다. 인조 후반에는 신면(申冕) 등을 무리로 거느려 낙당(洛黨)이라고 지목되었으며, 원두표를 중심으로 한 원당(原黨)의 무리와 대립하였다. 그러나 공신계열의 분열은 서인 산림의 세력확장에 도움을 주게 된다.
1649년 인조가 죽고 봉림대군이 즉위하여 효종이 되자, 사헌부와 사간원의 심한 비판, 탄핵의 대상이 되었다. 즉위 초, 김자점은 효종에게  김집, 송시열, 송준길, 권시, 김상헌, 이유태 등을 불러들일 것을 건의하였다. 그는 산림을 우대하는 정책을펼치며 그들과 우호적인 관계를 맺고자 하였다. 하지만, 산림은 김자점이  강빈 옥사를 날조하여 민회빈 강씨 등을 죽인 것으로 이해하여 그를 기피하였고, 양사는 효종 즉위 직후 김자점을 탄핵했다. 효종은 선왕의 공신을 별다른 이유 없이 처벌할 수 없다며 대간의 요구를 거절했지만, 결국  즉위 두 달여 만에 김자점을 파직하고 문외출송하도록 하였다.

### 최후
영의정에서 파직 당한 후 문외출송당한 김자점은 1650년 초에 강원도 홍천으로 유배를 떠났다. 김자점이 유배를 떠난 이유는 그가 역관 이형장(李馨長)으로 하여금 효종과 조선 조정이 북벌을 꾀한다고 청나라에 밀고하여 청나라 사신이 대거 조선에 파견된다는 소문 때문이었다. 하지만, 이는 근거없는 낭설에 불과하였는데, 실제 조선에 온 청나라 사신들은 당시 섭정왕이었던 도르곤과 조선 공주와의 혼사 주선을 목적으로 파견되었다. 청나라 사신은 왜정을 가탁해 성지수축을 건의한 일과 사신 접대와 표문 작성을 소홀히 한 죄를 물었지만, 조선이 혼사를 수락하자 처벌을 최소화하였다. 심지어 김자점과 관련한 내용은 전혀 건들지 않았다. 
그럼에도 불구하고 김자점이 청나라 사신을 끌어들였다는 소문은 진정되지 않았고, 결국 김자점은 전라도도 광양으로 유배되었다.
광양에서 1년 넘게 유배 생활을 하던 도중 1651년 사돈인 귀인 조씨의 저주사건이 일어났다. 저주사건을 조사하던 과정에서 귀인 조씨의 친척인 조인필이 광양에 유배 간 김자점과 내통하며 역모를 꾀하였다는 고변이 올라왔다. 그에 따라 김자점과 그 일족은 추국장에 끌려와 조사를 받았다.  역모를 꾀한 시기와 효종을 대신해 왕위에 올릴 인물에 관한 진술이 제각각이었지만, 김자점의 아들 김식(金釴)이 혐의 대부분을 인정한 후 김자점의 죄목도 자연히 확정되었다. 이 과정에서 평소 김자점과 가까이 교류하였다고 알려진 무신들도 대거 연루되어  파직 당하거나 목숨을 잃었다.
수차례 혐의를 부인하던 김자점은 1651년 12월 17일, 수어청군사와 수원군대를 동원하여 원두표, 김집, 송시열, 송준길(宋浚吉) 등을 제거하고 역모를 일으키려 했다는 혐의를 일부 인정하였고 당일에 거열형에 처해졌다. 이 때 그의 나이 만 63세였다. 대역죄로 형을 당한 만큼 그의 시신은 팔방에 조리돌림 당했어야 했지만, 효종은 신하들의 반대에도 불구하고 김자점이 선왕 인조의 공신이었다는 이유로 그 시신을 곧바로 수습하도록 하였다.

### 연좌와 처벌
연좌제에 의해 그의 다른 아들들과 장손이자 효명옹주의 남편인 김세룡 역시 처형당했고, 그의 모친과 처, 첩 등은 모두 노비로 끌려갔다. 경기도 이천군 백족산에 있던 그의 아버지 김옥함의 묘소와 선산 분묘도 모두 파헤쳐져서 부관참시되었다. 한편, 김자점의 처형을 계기로 조정에서는 김자점을 세력으로 몰아 정적을 공격하는 일이 빈번했는데, 이해창(李海昌), 좌승지 엄정구(嚴鼎耉), 판결사 이한(李) 등은 김자점의 당여로 몰려 모두 파직당하였다. 김자점과 동문으로 그와 평소 교분이 있던 안방준은 김자점과의 관계를 해명하다가, 스스로 상소를 올려 대죄를 청하기도 한다.
김자점의 일가는 뿔뿔이 흩어졌는데, 이 중 황해도에 정착한 일파의 후손 중 한명이 김구이다. 김자점의 옥 당시 김자점의 10촌이자 백범 김구의 11대조로 사과(司果)를 지낸 김대충(金大忠)이 화를 피하여 가족을 이끌고 경기도 개성으로 숨었다가 다시 황해남도 해주로 정착하였다.

## 가족 관계
- 증조 - 김언(金漹, 1495년 ~ ?)[13] : 판결사(判決事), 부평도호부사(富平都護府使) 김성동(金誠童, 1452년 ~ 1495년)의 3남
  - 조부 - 김억령(金億齡, 1529년 ~ ?)[13] : 강원도관찰사(江原道觀察使)
    - 아버지 - 김탁(金琢)[14] : 현감(縣監)
    - 어머니 - 좌의정(左議政) 유홍(兪泓, 1524년 ~ 1594년)의 장녀[14]
      - 형 - 김자겸(金自兼)[14] : 요절
      - 형수 - 이귀의 딸 이여순
        - 부인 - 황주변씨, 변이중(邉以中)의 딸
        - 부인 - 미상
          - 장남 - 김련(金鍊, ? ~ 1651년)[15] : 한산군수(韓山郡守)
          - 차남 - 김식(金鉽, 1620년 ~ 1651년)[15] : 곡성현감(谷城縣監)
          - 3남 - 김정(金鋌, 1631년 ~ 1651년)[15] : 서자 출신, 진사(進士)

## 김자점을 다룬 작품
- 《사미인곡》 (MBC, 1976년, 배우:홍성민)
- 《대명》 (KBS, 1981년, 배우:김순철)
- 《남한산성》 (MBC, 1986년~1987년, 배우:박종관)
- 《헬로 일지매》 (MBC, 1995년, 배우:배일집)
- 《돌아온 일지매》 (MBC, 2009년, 배우:박근형)
- 《마의》 (MBC, 2012년~2013년, 배우:권태원)
- 《궁중잔혹사 - 꽃들의 전쟁》 (JTBC, 2013년, 배우:정성모)
- 《삼총사》 (tvN, 2014년, 배우:박영규)
- 《화정》 (MBC, 2015년, 배우:조민기)
- 《보쌈 - 운명을 훔치다》 (MBN, 2021년, 배우:양현민)

## 성격
김자점은 성미가 모질고 사나웠으며 일처리도 엄하고 급했으므로 이서(吏胥)들이 그를 호랑이처럼 두려워하였다.

## 평가와 비판

### 평가
질서를 잘 잡고 기강을 엄격하게 처리하였다 한다. 일처리도 엄하고 급했으므로 이서들이 게을리 처리하거나 함부로 처리하지 않고 그를 호랑이처럼 두려워하였는데, 경조(京兆)의 일이 자못 질서가 잡혔다고 한다. 급한 성격과 다혈질적인 성격으로 완벽주의자이기도 하여, 그 능력을 인정받고 강직하여 인망을 얻기도 했다. 인조 반정 초기에는 청렴성을 높이 평가받았으나, 후에 부정 축재하여 재물을 쌓아두어 김자점의 옥사 이후 모두 환수되었다.

### 비판
비정상적인 권력남용으로 비판의 대상이 되었다. 또한 임경업 등에게 동정여론이 가면서 그에 대한 비판은 가속되었다. 또한 인조 반정에 참여한 공신으로서의 권력추구, 궁중과의 파행적인 권력 유착관계 등 당시 사림사회의 명분에 어긋나는 갖가지 행동으로 인하여 효종 대 이후로 오랜 세월을 두고 비난을 받게 되었다.

## 기타
청나라 밀고 사건 당시 김자점은 국문을 받으면서 자신의 본관을 속이고 본관을 김해로 주장하였다고 한다.

### 외교관
그는 청나라가 중국을 통일한 것이 어쩔수 없는 현실이 된 이상 이 현실을 받아들이고 청나라와도 수교를 해야 된다는 논리를 견지하였다. 그러나 이는 임경업이나 김상헌 등의 문제와 연결되면서 매국노로 몰리는 원인이 된다.

### 전설
김자점이 역모죄로 몰려 죽은 후 경기도 이천군 장호원읍 남서부 백족산에 있는 그 아버지 김탁의 묘까지 파헤쳐지고 부관참시되었다. 전설에 의하면 김탁의 묘를 파헤쳤더니 장례를 지낼 때 엎어서 묻었던 시체가 거의 용의 모습으로 화하여 자점보 쪽을 향해 굴을 뚫고 전진해 가던 중이었다고 한다. 결국 형리들이 용의 목을 잘랐는데 지금도 백족산 기슭에 있는 이 비룡상천의 명당자리에는 그때 용이 뚫은 굴의 흔적이 남아 있다는 것이며, 바람이 몹시 부는 날도 이곳만은 바람기가 조금도 없이 잔잔하였다는 전승이 전해진다.
백족산 산중에는 비룡상천형(飛龍上天形)이라는 명당자리가 있다고 한다. 이 명당자리에 묘를 쓰면 그 자손이 크게 번성하여 대대손손 부귀영화를 누리게 된다고 하여 누구나 탐내는 자리였다. 그런데 김자점이 이 명당자리를 눈여겨 보아두었다가, 인조반정에 가담하여 정사공신(靖社功臣) 1등으로 권세를 잡게 되자 부친의 묘를 이곳에 썼다. 그러나 풍수설에 이르기를 비룡(飛龍)은 물이 있어야 마음껏 조화를 부릴 수 있으니, 비룡상천형에는 반드시 그 앞에 큰 물이 있어야 하는데 청미천만으로는 물의 세력이 부족한 것이 한가지 흠이었다.
김자점은 수 많은 인부들을 동원하여 청미천을 가로질러 석축을 쌓아 사시사철 푸른 물이 고여있는 인공호수를 건립하여 아버지의 묘가 있던 산을 인위적으로 비룡상천의 명혈(名穴)이 되도록 하였다. 그 후 가뭄이 들면 인근지역의 농부들이 자점보의 물을 몰래 뽑아 썼던 탓에 지금의 장호원읍 오남리(梧南里) 일대는 가뭄을 모르는 옥토가 되었다고한다. 비룡상천의 명당을 차지하게 된 김자점은 공신으로 득세하고 그의 손자를 효명옹주와 결혼시켜 왕실의 외척으로 부원군이 되었으며, 마침내는 최고의 관직인 영의정에까지 오를 수 있었는데 이것 또한 부친의 묘자리를 잘 쓴 덕분이라 믿었다고 한다.

### 예술 작품 속의 김자점
- 고우영의 만화 일지매에서 김자점은 역모를 꾸미는 간신으로 등장한다.

## 같이 보기
| - 신경희의 옥사 - 정여립의 옥사 - 인조 반정 - 병자호란 - 정묘호란 - 서인 - 김질 - 김성동 - 성혼 - 이이 - 조헌 - 김육 - 김집 - 송익필 - 김억령 - 김옥함 - 강홍립 - 원두표 - 임경업 - 이서 - 삼학사 - 광해군 - 인조 - 효종 - 귀인 조씨 - 인렬왕후 - 장렬왕후 - 소현세자 - 민회빈 강씨 | - 이괄의 난 - 송한필 - 정철 - 김장생 - 김질 - 김질 - 김류 - 김육 - 구굉 - 구사맹 - 김여물 - 이귀 - 이홍로 - 정충신 - 장만 - 장유 - 윤근수 - 윤두수 - 이서 - 이기축 - 이경유 - 이경석 - 김홍욱 - 김상헌 - 김익훈 - 정태화 - 최명길 - 정인지 - 정창손 | - 일지매 - 김자점의 옥 - 민회빈 강씨 - 강희맹 - 신숙주 - 신경진 - 신경희 - 원두표 - 이괄 - 한명련 - 기자헌 - 송시열 - 송준길 - 윤선거 - 윤선도 - 이원익 - 이이첨 - 윤증 - 허균 - 허목 - 김구 - 심기원 |

- 효종실록

## 참고 문헌
- 《광해군일기》
- 《인조실록》
- 《효종실록》
- 《국조보감》
- 연려실기술》